# مؤسسه ملی آمار (اسپانیا)

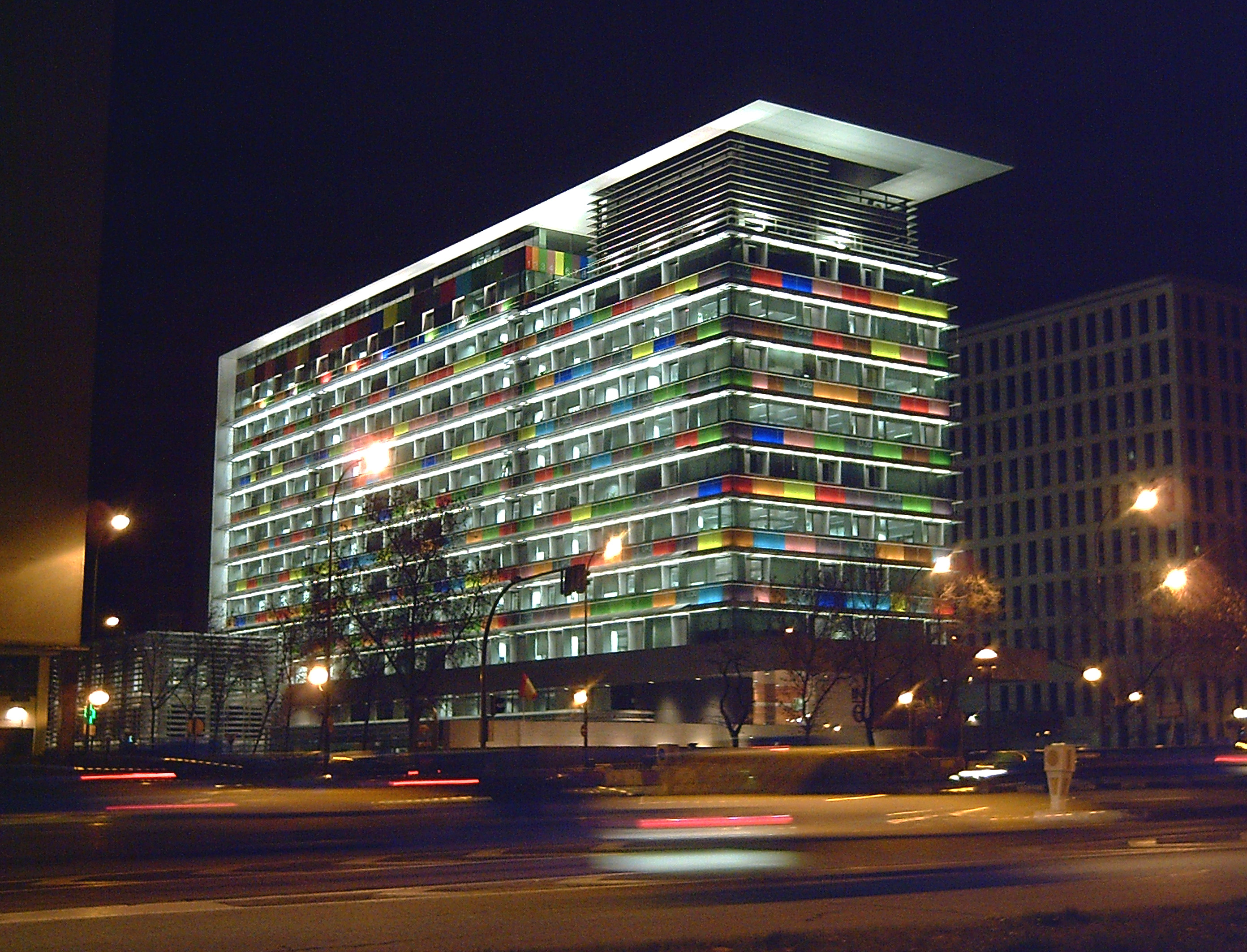
ساختمان درگاه ملی آمار اسپانیا در مادرید

درگاه ملی آمار اسپانیا (اسپانیایی: Instituto Nacional de Estadística‎) مرجع رسمی‌ای است که آماری در مورد جمعیت‌شناسی، اقتصاد و جامعه اسپانیا جمع‌آوری می‌کند. این سازمان هر ده سال یکبار سرشماری سراسری انجام می‌دهد. آخرین سرشماری در سال ۲۰۱۱ انجام شد.